# 東山公園車站 (愛知縣)
東山公園站（日语：／ Higashiyama-kōen eki */?）是位於愛知縣名古屋市千種區東山通五丁目，為名古屋市營地下鐵東山線之車站。車站編號為H17。2001年入選中部車站百選（第三回）。

## 車站結構
為1面2線島式月台之地下車站。

### 月台配置
| 月台 | 路線   | 目的地               |
| ---- | ------ | -------------------- |
| 1    | 東山線 | 藤丘方向             |
| 2    | 東山線 | 榮、名古屋、高畑方向 |

## 車站周邊
- 平和公園

## 相鄰車站
名古屋市營地下鐵
 東山線
本山（H16）－東山公園（H17）－星丘（H18）

## 外部連結
- 東山公園 - 名古屋市交通局

35°09′38″N 136°58′22″E / 35.160473°N 136.972822°E